# Pflegezeit (Arbeitsfreistellung)
Die Pflegezeit soll Arbeitnehmern gestatten, sich für eine begrenzte Zeitdauer von der Arbeit freistellen zu lassen oder in Teilzeit zu arbeiten, um Angehörige zu pflegen, ohne dadurch den Arbeitsplatz zu gefährden. In Deutschland haben Beschäftigte, die einen nahen Angehörigen pflegen wollen, seit dem 1. Juli 2008 nach dem Pflegezeitgesetz (PflegeZG) unter bestimmten Voraussetzungen einen Rechtsanspruch gegen ihren Arbeitgeber,
1. der Arbeit bis zu zehn Tage fernzubleiben und
2. für eine bis zu sechs Monate dauernde Pflegezeit von der Arbeit freigestellt zu werden.

Dadurch soll die Möglichkeit eröffnet werden, pflegebedürftige, nahe Angehörige in häuslicher Umgebung zu pflegen. Dies soll dazu beitragen, Berufstätigkeit und familiäre Pflege besser miteinander vereinbaren zu können.
Seit dem 1. Januar 2015 besteht nach § 44a Abs. 3 SGB XI während der kurzzeitigen Arbeitsverhinderung nach § 2 PflegeZG ein Anspruch auf eine aus der Pflegeversicherung finanzierte Entgeltersatzleistung in Höhe von 90 % des Nettoarbeitsentgelts (Pflegeunterstützungsgeld).

## Freistellung bei kurzzeitiger Arbeitsverhinderung

### Anspruch
Arbeitnehmer, Auszubildende und Heimarbeiter (Beschäftigte) haben das Recht, bis zu zehn Arbeitstage der Arbeit fernzubleiben, um für einen nahen Angehörigen in einer akut aufgetretenen Pflegesituation eine bedarfsgerechte Pflege zu organisieren oder die sofortige pflegerische Versorgung des betroffenen Angehörigen selbst sicherzustellen.
Das Recht, der Arbeit fernzubleiben, ist auf Akutfälle begrenzt und kann nur in Anspruch genommen werden, wenn im konkreten Fall die Notwendigkeit einer pflegerischen Versorgung besteht. Dies wird regelmäßig nur einmal je pflegebedürftigem Angehörigen der Fall sein, so dass dieses Recht regelmäßig auch nur einmal pro Pflegefall ausgeübt wird.
Der Anspruch besteht unabhängig von der Zahl der beim Arbeitgeber arbeitenden Beschäftigten, also auch in Kleinbetrieben.

### Nahe Angehörige
Nahe Angehörige des Beschäftigten sind (ausschließlich) dessen
- Großeltern, Eltern, Schwiegereltern, Stiefeltern
- Ehegatten, Lebenspartner, Partner einer eheähnlichen Gemeinschaft oder lebenspartnerschaftsähnlichen Gemeinschaft, Geschwister, sowie Schwägerinnen und Schwäger
- Kinder, Adoptiv- oder Pflegekinder, die Kinder, Adoptiv- oder Pflegekinder des Ehegatten oder Lebenspartners, Schwiegerkinder und Enkelkinder (§ 7 PflegeZG).

### Anzeige- und Nachweispflicht
Der Beschäftigte muss dem Arbeitgeber seine Verhinderung an der Arbeitsleistung und deren voraussichtliche Dauer unverzüglich mitteilen. Dem Arbeitgeber ist auf Verlangen auch eine ärztliche Bescheinigung über die Pflegebedürftigkeit des nahen Angehörigen und die Erforderlichkeit der Akutmaßnahmen vorzulegen.

### Vergütung der Ausfallzeit
Das PflegeZG räumt dem Arbeitnehmer keinen Anspruch auf Fortzahlung des Arbeitsentgeltes während der genannten Zeiten ein. Ein Vergütungsanspruch kann sich bei der kurzzeitigen Arbeitsverhinderung aber aus § 616 BGB oder aus dem Arbeitsvertrag oder einem Tarifvertrag ergeben.

### Pflegeunterstützungsgeld
Nach § 44a Abs. 3 SGB XI können Beschäftigte für den Zeitraum der kurzzeitigen Arbeitsverhinderung für insgesamt bis zu zehn Arbeitstage Pflegeunterstützungsgeld von der Pflegekasse des Pflegebedürftigen beziehen.
Das (Brutto-)Pflegeunterstützungsgeld beträgt 90 % des während der Freistellung ausgefallenen Nettoarbeitsentgelts. Hat der Beschäftigte in den letzten 12 Monaten vor der Freistellung beitragspflichtige Einmalzahlungen im Sinne von § 23a SGB IV erhalten, so beträgt das Pflegeunterstützungsgeld 100 % des während der Freistellung ausgefallenen Nettoarbeitsentgeltes unabhängig davon, wie hoch die Einmalzahlungen waren. Das kalendertägliche Pflegeunterstützungsgeld darf 70 % der kalendertäglichen Beitragsbemessungsgrenze
in der Krankenversicherung nicht übersteigen.
Während des Bezugs des Pflegeunterstützungsgeldes ist bzw. bleibt der Versicherte kranken-, pflege-, renten- und arbeitslosenversichert. Von dem Pflegeunterstützungsgeld werden die entsprechenden Beiträge einbehalten.
Der Anspruch auf das Pflegeunterstützungsgeld besteht nicht, wenn der Arbeitgeber das Arbeitsentgelt fortzahlt oder wenn der Beschäftigte von seiner Krankenkasse Kinderkrankengeld nach § 45 SGB V oder von seinem Unfallversicherungsträger Kinderverletztengeld nach § 45 Abs. 4 SGB VII beanspruchen kann.
Das Pflegeunterstützungsgeld muss bei der Pflegekasse des Pflegebedürftigen unverzüglich beantragt werden.

## Pflegezeit

### Anspruch
Zu einer längeren Pflege eines pflegebedürftigen nahen Angehörigen (siehe oben) in der häuslichen Umgebung können Beschäftigte bis zu einer Höchstdauer von sechs Monaten eine Pflegezeit in Anspruch nehmen. Der Beschäftigte muss die Pflege selbst übernehmen, was die teilweise Inanspruchnahme ambulanter Pflege nicht ausschließt. Der Arbeitgeber hat den Beschäftigten während der Pflegezeit von der Arbeit freizustellen. Auf die Pflegezeit besteht ein Rechtsanspruch. Die Beschäftigten können zwischen der vollständigen und der teilweisen Freistellung von der Arbeit wählen. Allerdings kann der Arbeitgeber eine nur teilweise Freistellung, die eine Teilzeitbeschäftigung während der Pflegezeit bedeutet, verweigern, wenn dies durch entgegenstehende dringende betriebliche Belange gerechtfertigt ist.
Wer während der Pflegezeit weiter in Teilzeit arbeiten will, muss mit dem Arbeitgeber über die Verringerung und die Verteilung der Arbeitszeit eine schriftliche Vereinbarung treffen. Hierbei hat der Arbeitgeber den Wünschen der Beschäftigten zu entsprechen, es sei denn, dass dringende betriebliche Belange entgegenstehen.
Eine Aufteilung der Pflegezeit auf mehrere Zeitabschnitte, zwischen denen eine Unterbrechung liegt, ist nicht zulässig. Der Anspruch auf Pflegezeit erlischt auch dann mit der erstmaligen Inanspruchnahme, wenn die genommene Pflegezeit die Höchstdauer von sechs Monaten unterschreitet.

### Ankündigungs- und Nachweispflicht
Die Inanspruchnahme der Pflegezeit muss spätestens zehn Tage vor ihrem Beginn dem Arbeitgeber schriftlich angekündigt werden. Gleichzeitig ist zu erklären, für welche Dauer Pflegezeit genommen werden soll. Wenn nur die teilweise Freistellung in Anspruch genommen wird, ist auch die gewünschte Verteilung der Arbeitszeit anzugeben.
Hat der Arbeitnehmer die Pflegezeit durch Erklärung gegenüber dem Arbeitgeber in Anspruch genommen, ist er gehindert, von seinem Recht erneut Gebrauch zu machen, sofern sich die Pflegezeit auf denselben Angehörigen bezieht (einmaliges Gestaltungsrecht).
Die Pflegebedürftigkeit des nahen Angehörigen ist durch Vorlage einer Bescheinigung der Pflegekasse oder des Medizinischen Dienstes der Krankenversicherung (MDK) nachzuweisen. Bei in der privaten Pflege-Pflichtversicherung versicherten Pflegebedürftigen ist ein entsprechender Nachweis zu erbringen.

### Kein Anspruch auf Pflegezeit in Kleinbetrieben
Der Anspruch auf Pflegezeit besteht nur gegenüber Arbeitgebern mit regelmäßig mindestens 16 Beschäftigten. Es kommt hier nur auf die Kopfzahl an, das heißt, Teilzeitbeschäftigte werden voll gezählt. Mit zu zählen sind auch Auszubildende.

### Vorzeitige Beendigung der Pflegezeit
Ist der nahe Angehörige nicht mehr pflegebedürftig oder dem Beschäftigten die häusliche Pflege des nahen Angehörigen unmöglich oder unzumutbar, etwa weil der Pflegebedürftige verstirbt oder in ein Pflegeheim aufgenommen wird, endet die Pflegezeit vier Wochen nach Eintritt der veränderten Umstände. In anderen Fällen ist die vorzeitige Beendigung der Pflegezeit nicht möglich.

### Keine Vergütung der Pflegezeit
Der Arbeitgeber hat den Beschäftigten für die Dauer der Pflegezeit von der Arbeit freizustellen. Dadurch entfällt – bei vollständiger Freistellung – grundsätzlich auch der Vergütungsanspruch des Beschäftigten. Eine dem Elterngeld vergleichbare Sozialleistung gibt es während der Pflegezeit nicht. Der Pflegebedürftige kann dem pflegenden Beschäftigten jedoch das Pflegegeld der Pflegekasse überlassen.

### Folge für die Sozialversicherung
Wegen des Wegfalls des Vergütungsanspruchs fällt der Kranken- und Pflegeversicherungsschutz aufgrund des Beschäftigtenstatus weg. Verheiratete oder verpartnerte Beschäftigte sind ggf. familienversichert. Ist dies nicht gegeben, kann der Beschäftigte nur durch eine freiwillige Mitgliedschaft in der Krankenversicherung einen Versicherungsschutz herstellen. Dazu leistet die Pflegekasse einen Beitragszuschuss in Höhe des Mindestbeitrags zur Kranken- und Pflegeversicherung. Die Versicherung in der Arbeitslosenversicherung ist während der Pflegezeit durch die Pflegekasse sichergestellt, sofern hierfür die Voraussetzungen erfüllt werden.
Während der Pflegezeit ist der Bezug von Arbeitslosengeld grundsätzlich möglich, obwohl das Arbeitsverhältnis nur ruht und nicht beendet ist. Der Pflegende muss sich jedoch bemühen, seine Beschäftigungslosigkeit zu beenden und er muss den Vermittlungsbemühungen der Agentur für Arbeit zur Verfügung stehen. Diese Voraussetzungen dürften in der Regel neben dem zeitlichen Pflegeaufwand nicht erfüllt sein, denn mit der Pflegezeit will der Pflegende ja gerade die Belastung durch eine Beschäftigung vermeiden.
Auch der Bezug von Arbeitslosengeld II ist während der Pflegezeit möglich. Jedoch wird bei Pflege eines Pflegebedürftigen der Pflegestufe I erwartet, dass eine (Teilzeit-)Beschäftigung aufgenommen wird. Die Ausübung einer (Teilzeit-)Beschäftigung ist nach Auffassung der Bundesagentur für Arbeit insbesondere dann zumutbar, wenn eine weitere Person die Pflegezeit in Anspruch nimmt und die häusliche Pflege so sichergestellt wird.

## Sonderkündigungsschutz
Arbeitnehmern, die aufgrund des Pflegezeitgesetzes die Freistellung bei kurzzeitiger Arbeitsverhinderung oder die Pflegezeit in Anspruch nehmen oder die Inanspruchnahme des Freistellung oder der Pflegezeit angekündigt haben, darf der Arbeitgeber ab dem Zeitpunkt der Ankündigung, höchstens jedoch 12 Wochen vor dem angekündigten Beginn bis zur Beendigung der Freistellung bzw. der Pflegezeit nicht ordentlich kündigen. In besonderen Fällen kann die nach Landesrecht zuständige Behörde eine Ausnahmegenehmigung erteilen. (§ 5 PflegeZG)

## Hintergründe
Ähnlich der Elternzeit für die Kindererziehung soll die Pflegezeit es erlauben, Zeit für familienbezogene Tätigkeiten zu nehmen und dabei einen Rechtsanspruch auf Weiterbeschäftigung nach dem Ende der Pflegezeit zu wahren. Zur Diskussion steht beziehungsweise stand auch die Möglichkeit einer einmaligen Verlängerung um maximal weitere sechs Monate. Die zeitliche Begrenzung soll sicherstellen, dass die Betreuung durch Familienangehörige die Betreuung durch professionelle Pfleger oder Pflegeheime nicht ersetzt, sondern dem akuten Pflege- oder Krankheitsfall oder auch der Sterbebegleitung vorbehalten bleibt. Die Pflegezeit sollte auf Pflegebedürftige (mindestens Pflegestufe I) beschränkt sein. Ursprünglich war vorgesehen, dass eine mindestens sechsmonatige Betriebszugehörigkeit Voraussetzung sein sollte und dass der Arbeitgeber aus dringenden betrieblichen Gründen die Pflegezeit hätte ablehnen können.
Experten der Bundesregierung zufolge sollte die Einführung der Pflegezeit zu einer Entlastung der Pflegeversicherung führen, da die Zahlungen bei häuslicher Pflege geringer sind als bei stationärer Pflege.
Das Konzept wurde auf der Grundlage von Vorschlägen des Sozialverband Deutschland (SoVD) entwickelt, die auf eine bessere Vereinbarkeit von Erwerbstätigkeit und Pflege zielten. Das Konzept wurde bereits im Sommer 2006 im Kontext der geplanten Pflegereform diskutiert. Eine ähnliche Initiative wurde am 7. Juli 2006 als saarländischer Entschließungsantrag dem Bundesrat vorgelegt.
Die gesetzlichen Grundlagen für eine unbezahlte sechsmonatige Freistellung zur Pflege und eine kurzfristige Freistellung von bis zu zehn Tagen für Notsituationen wurden schließlich durch die Verabschiedung des Pflegezeitgesetzes im Rahmen des Pflege-Weiterentwicklungsgesetzes geschaffen.

## Pflegezeit für Beamte
Für Beamte (sowie Richter und Soldaten) gilt das Pflegezeitgesetz nicht. Für Beamte gelten vielmehr die beamtenrechtlichen Vorschriften. Beamte können sich nach dem jeweils für sie geltenden Beamtengesetz für maximal 15 Jahre ohne Dienstbezüge zur Pflege eines Angehörigen vom Dienst befreien lassen. Sie können außerdem für die Pflege eines Angehörigen nach ärztlichem Gutachten in Teilzeit bis zur Hälfte der regelmäßigen Arbeitszeit arbeiten (vgl. z. B. § 92 BBG, § 28 Abs. 5 SG).
Für Beamte des Landes Nordrhein-Westfalen findet das Pflegezeitgesetz seit Januar 2012 aufgrund einer Verweisung in der Freistellungs- und Urlaubsverordnung NRW sinngemäße Anwendung. Bis zur Dauer von drei Jahren sind für die Pflege von Angehörigen freigestellte Beamte in NRW weiterhin beihilfeberechtigt.
Für Beamte des Landes Rheinland-Pfalz findet das Pflegezeitgesetz aufgrund einer Verweisung in der Urlaubsverordnung (UrlVO) Anwendung. Dabei ist der Urlaub der Höhe nach auf 9 Tage begrenzt; § 31 Abs. 3 Nr. 7 UrlVO-RP.